# Großgörschen
Großgörschen is een plaats en voormalige gemeente in de Duitse deelstaat Saksen-Anhalt, en maakt deel uit van de Landkreis Burgenlandkreis.
Großgörschen telt 865 inwoners.